# بوفچه-شبگرد فلین
بوفچه-شبگرد فلین (نام علمی: Aegotheles insignis) نام یک گونه از سرده شبگرد بوفچه‌ای است.